# Si prende un fiammifero...
Si prende un fiammifero... (Take a Match) è un racconto di fantascienza di Isaac Asimov pubblicato per la prima volta nel 1972 nell'antologia New Dimensions, curata da Robert Silverberg.
Successivamente è stato incluso nell'antologia Testi e note (Buy Jupiter and Other Stories) del 1975.
È stato pubblicato varie volte in italiano a partire dal 1976.

## Trama
Una nave spaziale interstellare è bloccata tra le stelle, non a portata dei gas interstellari necessari come carburante per i motori. La nave è circondata da nubi di tali gas, ma con eccessive quantità di impurezze che è impossibile filtrare.
Anton Viluekis, il Fusionista, un individuo assai permaloso ed eccentrico che si occupa dell'energia della nave, non è disposto a provare metodi alternativi per raccogliere combustibile, perché un eventuale fallimento avrebbe brutte conseguenze sulla sua reputazione. Gli altri membri dell'equipaggio non riescono a persuaderlo.
Louis Martand, un insegnante imbarcato come passeggero, ha delle ipotesi su quale sia il problema della nave e arriva a comprendere, grazie alla sua esperienza d'insegnamento coi bambini, che esiste un'alternativa: quella di utilizzare la "primitiva" tecnologia della combustione chimica. Tramite Cheryl Winter, una passeggera carina, riesce a trasmettere la sua idea al Fusionista, il quale la mette in pratica.
Alla fine l'insegnante viene confinato nella sua stanza dal capitano della nave, seppure con delle scuse, e avvisato che non gli verrà riconosciuto alcun credito per la sua idea, perché si deve credere che il responsabile del successo sia stato il Fusionista.